# 宇治第一交通
宇治第一交通株式会社（うじだいいちこうつう）は、第一交通産業グループのタクシー会社。京阪電気鉄道沿線の京都側（城陽市・京田辺市なども含む）を営業エリアとする。所有タクシー車両数、普通タクシー99台、福祉タクシー1台・ジャンボタクシー1台。
かつては京阪グループに属し、旧社名は宇治京阪タクシーであった。

## 沿革
- 1966年10月8日 - 宇治京阪タクシー設立（資本金1000万円）
- 1967年1月1日 - 京阪宇治交通よりタクシー部門を譲受、営業開始。
- 1993年1月25日 - 現・本社ビル竣工。
- 2003年5月1日 - 中間持ち株会社「株式会社京阪タクシーシステムズ」、設立。同社の完全子会社となる。
- 2008年10月1日 - 「京阪タクシーシステムズ」が京阪電気鉄道に吸収合併される。
- 2010年10月1日 - 京阪電気鉄道から第一交通産業へ全株式が譲渡され、京阪グループを離脱。「宇治第一交通株式会社」へ社名変更[1]。

## 本社・営業所
| 事業所          | 所在地                                  |
| --------------- | --------------------------------------- |
| 本社 宇治営業所 | 〒611-0041京都府宇治市槇島町大川原30番1 |
| 六地蔵営業所    | 〒612-8007 京都市伏見区桃山町因幡12-3   |